# Les Sortilèges
Les Sortilèges est une troupe québécoise de danse folklorique. Également appelée Ensemble national de folklore Les Sortilèges, la troupe a été fondée en 1966 par Jimmy Di Genova. Jusqu'en 1999, la troupe a donné des représentations à travers le monde et participé à de nombreux festivals et galas folkloriques. En difficulté financière à partir du début des années 2000, la troupe centre ses activités sur le Canada, et diversifie son répertoire.
L’ensemble des archives et artéfacts de la troupe sont conservés par le Centre de documentation Marius-Barbeau.

## Histoire

### Les débuts
En 1966, Jimmy Di Genova crée la troupe de danse folklorique Les Sortilèges à l’école secondaire Saint-Stanislas à Montréal. Le premier groupe de danseurs amateurs est constitué d’élèves de cette école de garçons. La danse étant une activité mixte, Jimmy Di Genova entreprend des démarches pour que les filles de l’école secondaire Marie-Immaculée puissent se joindre à eux. La troupe est composée essentiellement d’amateurs entre 1966 à 1981. 
La jeunesse de la troupe est synonyme de bonne humeur et de plaisir d’apprendre : « ils connaissent une vie communautaire, font preuve d’un esprit d’équipe, de débrouillardise peu commune, tout en continuant fidèlement leurs études. (…) La plupart s’intéressent à l’histoire de l’art, du costume et à l’histoire tout court et annotent leurs lectures en fonction du folklore. (…) Outre l’enseignement complémentaire à leurs études qu’ils reçoivent, les jeunes ont beaucoup de plaisir à vivre six heures au mois par semaine ensemble, à se retrouver. »

### Professionnalisation de la troupe
En 1981, la troupe devient professionnelle. En 1986, elle est renommée Ensemble national de folklore Les Sortilèges. Parallèlement et en complémentarité de la troupe de danse, Jimmy Di Genova crée l’école de danse des Sortilèges, où sont dispensés des cours de danse et d’artisanat, le Centre de documentation Marius-Barbeau et la Fondation des Sortilèges (qui doit soutenir financièrement la troupe et le Centre). Il incorpore la Fondation des Sortilèges et le Centre de documentation Marius-Barbeau en 1977. Jusqu’en 1999, la troupe Les Sortilèges représente la culture traditionnelle québécoise lors d'événements internationaux (Expositions Universelles, Jeux Olympiques, tournées et festivals etc.) et lors d’émissions télévisées.

### Défis de gestion
Jimmy Di Genova assure bénévolement la direction du Centre Marius-Barbeau. Mais en 1998, le directeur est condamné pour fraude vis-à-vis de l'assurance-emploi. Les danseurs devront quant à eux rembourser plus que la totalité des sommes versées par l'assurance emploi. Il doit quitter la compagnie. Plusieurs dirigeants se succèdent à la direction de la compagnie pendant trois ans. 
En décembre 2000, Denise Biggi est nommée à la direction générale et artistique des Sortilèges. Elle donne une nouvelle orientation artistique à la troupe en élargissant le répertoire : elle y introduit des « danses du monde ». Ainsi, le nouveau spectacle, Au rythme de la ville, comporte deux tableaux d’inspiration tzigane et russe, et évoque la diversité culturelle de Montréal. On y danse français, mongol, flamenco, ou irlandais. Mais le répertoire typiquement québécois n'est pas abandonné. Il est très prisé par des entreprises commerciales et des écoles. Les spectacles corporatifs et éducatifs restent une source de revenus très importante pour la compagnie.
Après 1999, la troupe ne se produit plus à l'étranger, faute de moyens. En effet, la troupe est en difficulté financière. Le Conseil des arts et des lettres du Québec (CALQ) diminue chaque année les subventions qu'il lui alloue. En 2007, les revenus de la compagnie sont de 325 000 $ en provenance de la billetterie, 90 000 $ en collectes de fonds, et 40 500 $ en subventions, reçu d'un donateur unique : le CALQ. Or, obtenir des subventions du CALQ a toujours été difficile et, à partir de 2001, la baisse des subventions du CALQ est de 20% chaque année.
Ainsi, entre 1994 et 2007, les subventions du CALQ sont passées de 125 000 $ à 40 500 $. La compagnie, unique troupe de danse traditionnelle professionnelle au Canada, se retrouve acculée à la faillite. Pendant deux mois, les caisses sont vides et tous les spectacles de février et mars 2007 sont annulés. Cinq membres du conseil d'administration et la directrice générale de la troupe démissionnent. Jocelyn Parent, directeur par intérim des Sortilèges, tente d'éviter la faillite. Le CALQ intervient alors pour éponger les dettes de la compagnie, qui s'élèvent à 15 000 $, sauvant Les Sortilèges. Le conseil d'administration est profondément renouvelé, avec l'arrivée de diverses personnalités dont Gérard Morin, de Reel et Macadam, et Guy Landry, président de Folklore Canada international,.

## Rayonnement des arts populaires et des danses folkloriques
Dès leurs débuts, Les Sortilèges participent à plusieurs événements. Quelques mois après leur fondation, ils dansent à l’Exposition universelle de 1967 à Montréal, alors que l’Ensemble folklorique du Canada Les Feux Follets y représente le Canada. Jimmy Di Genova assume la charge d'un groupe d’adolescents amateurs, tant au niveau de l’enseignement de la danse, qu’à celui de l’encadrement et de l’accompagnement.
De nombreux folkloristes accompagnent l’enseignement et le développement artistique de la troupe, tel Michel Saint-Louis, ancien danseur des Feux-Follets et le premier à enseigner la gigue aux Sortilèges en 1968. Jimmy Di Genova participe à l’élaboration des chorégraphies. Les danseurs et danseuses de la compagnie créent plusieurs pièces du répertoire la compagnie : Sylvie Toupin, Johanne Racine, Pierre Chartrand, entre autres. Une longue série de collaborations avec des folkloristes et des chorégraphes seront invités pour enseigner et transmettre leur savoir. Parmi les nombreux folkloristes ayant participé à l'élaboration des danses : Normand Legault (Québec), Don et Gina Gilchrist (Ottawa, Ontario), Xochitl Medina (Mexico), Moshiko Halevy (Tel Aviv), Moshe Eskayo (Israël), Ahmet Lüleci (Boston), Ciga Despotovitch (Amsterdam), Željko Jergan (Pittsburgh), Theodor Vasilescu (Bucarest), Brian MacDonald (Stratford, Ontario), Mei Na Jia (Pékin), Jean Léger (Ottawa) pour les chorégraphes internationaux. Marguerite Vincent (danse amérindienne), Ivo Šulina (danse croate), Bob Parker et Ron Smedley (danse Morris), l’ethnologue Pedro Alonso (danse préhispanique), Jean-Michel Le Viol (danse bretonne) pour les professeurs de danse.
La danse n’est qu’un élément de ces traditions transmises aux plus jeunes et mises en lumière sur scène et lors de festivals. La chanson traditionnelle, le fléché, la broderie font également partie de l’apprentissage des danseurs lors de camps et d’ateliers. Des recherches sont aussi effectuées pour la création des costumes historiques souvent confectionnés à l’atelier des Sortilèges par les familles des danseurs. Un manuscrit intitulé Le costume de l’habitant au Québec au XIXe siècle est produit par le Centre de documentation Marius-Barbeau.
Les Sortilèges sont régulièrement cités et plébiscités dans la presse québécoise et internationale. Un certain nombre d’articles numériques sont consultables sur le site du Centre de documentation Marius-Barbeau. L’histoire de la troupe est mise en récit dans l’ouvrage de Jimmy Di Genova, Les Sortilèges, La Passion de la danse.

## Les Sortilèges, symbole de la diversité culturelle
« Pour Jimmy Di Genova, le folklore ne correspond nullement à une promenade dans les décombres d’un art rapiécé (…) Le folklore correspond plutôt à l’expression vivante, à une émanation spontanée du comportement social et de l’imaginaire collectif propre à une communauté. Comme le pouls intérieur d’une société, son visage profond et inaltérable. (…). Pour Jimmy Di Genova, « le folklore est d’abord et avant tout une ouverture sur le monde (…) ça fait ressortir les différences et les richesses de chacun des peuples et à témoigner du caractère multiethnique de la société québécoise, dont Montréal est aujourd’hui le meilleur exemple. »

Au cours des décennies 1960, 1970 et 1980, Les Sortilèges dansent à travers le monde :  Expositions Universelles de 1967 à Montréal, de 1985 à Tsukuba (Japon), de 1986 à Vancouver, de 1992 à Séville, Jeux Olympiques de 1976 à Montréal et de 1988 à Calgary. Dès 1969, la troupe est sélectionnée pour les festivals de Confolens et de Nancy en France. Ce sont les premières représentations à l’international de la jeune troupe amateur. En 1973, la troupe part pour le festival d’Haïfa (Israël), où la gigue ne s’est encore jamais dansée sur scène. La troupe rapporte le trophée remis par la mairie de Haïfa ainsi que celui du festival, la médaille d’or est remise au directeur de la troupe et Vytautas Beliajus (en) publie des commentaires dans sa revue Viltis (en). En 1973, la troupe part pour un voyage d’étude en Yougoslavie. La troupe collecte des costumes et du matériel documentaire tels que des livres et des notations de danses.
Les Sortilèges représentent le Québec et le Canada au festival de Sidmouth en Angleterre en 1974. Ils sont sélectionnés pour participer aux célébrations du 25e festival en 1979. Ils exportent la culture traditionnelle du Québec et de ses communautés culturelles dans les autres provinces canadiennes, aux États-Unis, en Martinique, au Mexique, en France, en Angleterre, en Belgique, aux Pays-Bas, en Bulgarie, en Israël, en Turquie, au Japon et en Malaisie.
Ils participent également à plusieurs émissions de télévision, dont le Spécial Le Temps des Fêtes de l’émission Le Temps d’une Paix en 1982, pour lequel l’accordéoniste Philippe Bruneau accompagne musicalement la troupe.
Le chorégraphe roumain Theodor Vasilescu élabore les chorégraphies de nombreuses danses, telles Une satanée histoire des Vieilles Forges… inspirée de la légende des Forges du Saint-Maurice, le Parc Sohmer résurrection du parc de loisirs mythique du début du XXe siècle à Montréal, le Canot magique composé du Carnaval de Montréal de 1883, de la légende de la Chasse-galerie et d’une soirée québécoise des années 40. La chorégraphie Septembre 1972 commémore le match du siècle  entre le Canada et l’URSS, le 28 septembre 1972. Aussi, Parmi les œuvres remarquables de la troupe (…) mentionnons « Mariage hassidique », « Bal du Mardi-gras », « Pub irlandais », « Gigues et rythmes » (…)

## Témoignages
Les Sortilèges has represented many ethnic people were when their culture was presented by young Canadians who took what they do very seriously and worked very hard. I remember times when they performed Turkish dances, and the Turkish people in the audience would be very surprised to hear that the performers were not Turkish. (…) It was a great pleasure to teach his company (…) Ahmet Lüleci (correspondance avec Jimmy Di Genova), 2010.
Mon travail chorégraphique a trouvé sa source dans les idées et le scénario proposés par le directeur artistique de la compagnie, monsieur Jimmy Di Genova qui, comme homme de culture, projette d’une manière artistique et sensible les programmes des Sortilèges. (….) Quant au travail avec la troupe, il faut bien souligner le professionnalisme des danseurs, qui a permis l’approche des chorégraphies parfois très exigeantes, l’aide et l’apport des corépétiteurs de la compagnie, de vrais collègues dont on peut apprécier la haute compétence professionnelle. Je désire également formuler mon admiration au personnel de l’atelier de couture de la compagnie, qui ne ménage pas ses efforts pour réussir les costumes dans les meilleures conditions. (…) Je souhaite beaucoup de succès à cette compagnie, unique en son genre, qui fait hommage et honneur au pays et à la ville où elle existe. Theodor Vasilescu, Notes du chorégraphe, programme du spectacle Si Montréal et les saisons m’étaient dansées…, dans Le magazine de La Place des Arts, mai-juin 1993.